# Személyi számítógép

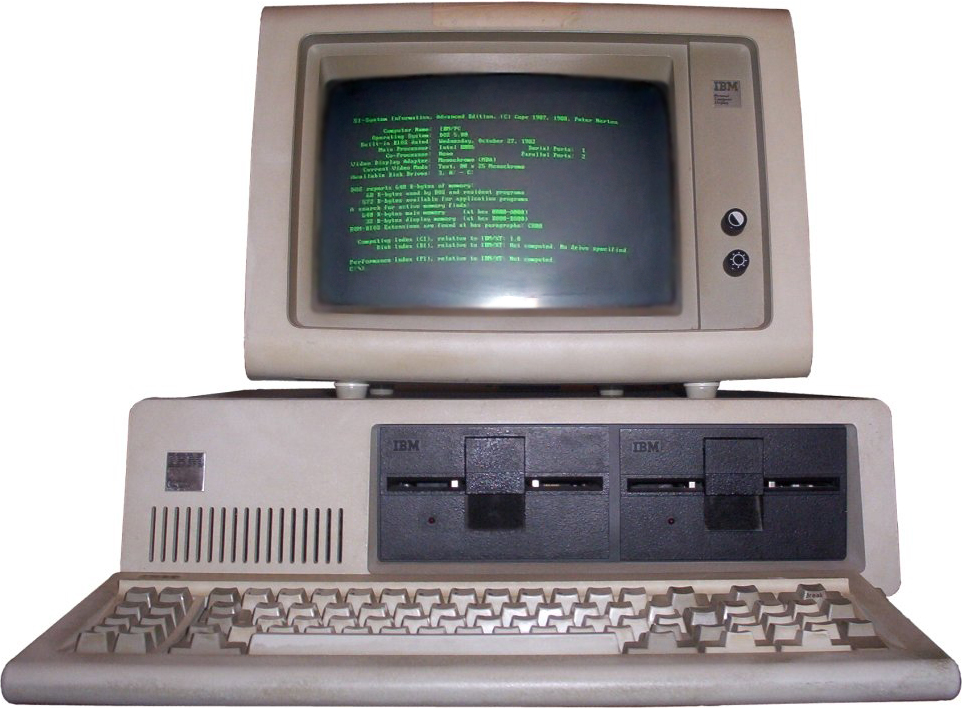
1981-es IBM 5150 PC
IBM 5151 képernyővel

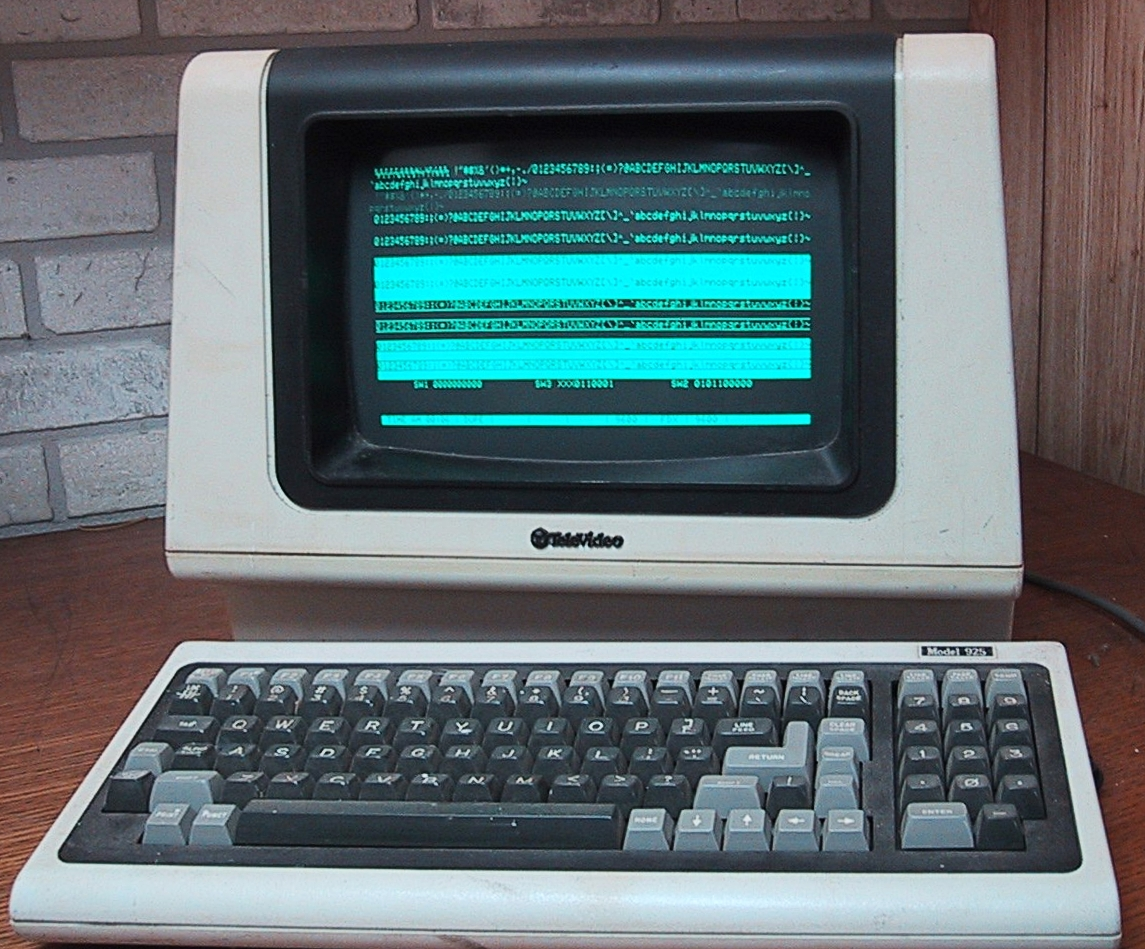
TeleVideo 925 - időosztásban dolgozó, számítógéphez csatlakozó „buta terminál”

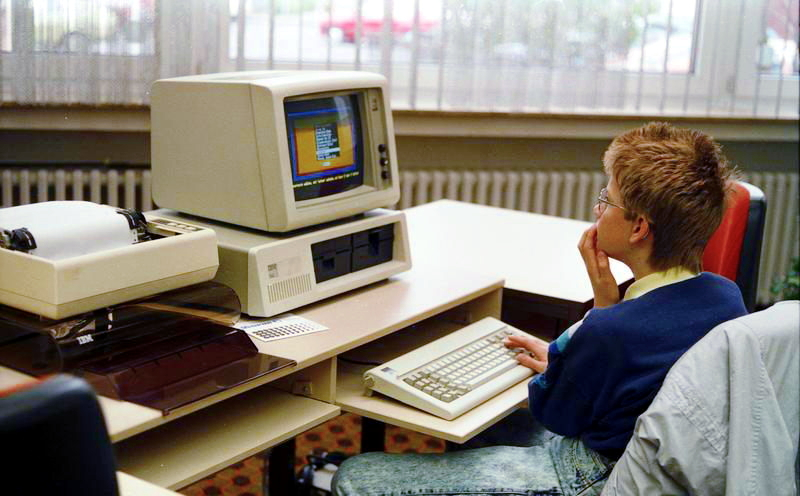
Amit az ifjú nézett akkor és akit mi nézünk a mai képernyőn

A személyi számítógép (angolul: personal computer, PC) olyan számítógép, amely nem egy központi számítógép terminálja (munkaállomása), hanem önálló, egyetlen személy (az ún. végfelhasználó) által kezelt, kisebb méretű gép saját billentyűzettel, processzorral, operatív memóriával és monitorral. Létrehozásához a számítógép elektronikájának miniatürizálódása és lényegesen kisebb előállítási költsége volt szükséges, ami a nyomtatott áramkörök és a mikroprocesszorok megjelenésével lett elérhető. Az International Business Machines (IBM) 1981. augusztus 12-én mutatta az első személyi számítógépét.
A számítógép fizikai megjelenését angol szóval „hardware”-nek, magyarosítva hardvernek nevezik. Hardver a gépház, a mikroprocesszor, a merevlemez, a monitor, a billentyűzet stb. A hardver használatát azonban telepített szoftverek („software”) biztosítják. A gépen a szoftverek futtatását hardver teszi lehetővé. A gépre többféle operációs rendszer telepíthető. A korábbi években a különböző DOS verziók uralták a területet, ma már csaknem kizárólagos a grafikus felülettel rendelkező Windows, Mac OS X és Linux használata.
1974-ben az Altair 8800 volt az első olyan gép, mely nagy számban eladható volt. Szintén sikeres volt az Apple II, a Commodore PET és a Commodore 64 számítógép az 1980–1990-es években, majd az Atari ST és a Commodore Amiga. Az Apple Macintosh család ma is a piacon van.  A legelterjedtebb azonban az úgynevezett IBM PC, mely messzemenően standardizált perifériáival és központi egységével viszonylag elfogadható áron vehető meg.
A személyi számítógépcsaládokon (IBM, Apple) belül fontos szempont a kompatibilitás kérdése, aminek két oldalról is meg kell valósulnia: hardver és szoftver oldalról. A hardverkompatibilitás azt jelenti, hogy a számítógép egyes részegységeinek, alkatrészeinek azonosan és csereszabatosan kell működnie, gyártótól függetlenül. A szoftverkompatibilitás szerint pedig a felhasználói szoftvereknek ugyanúgy kell futniuk a különböző gépeken. Az IBM-PC processzorai lefelé (visszafelé) kompatibilisek az IBM-PC hardver- és szoftverelőírásaival. A PC-k lefelé való program-kompatibilitásának biztosításához a legfontosabb eszköz az ún. x86-os utasításkészlet. Ez alatt azoknak az utasításoknak az összességét értjük, amelyek lényegében nem változtak az IBM PC megjelenése óta. Ezeket az utasításokat minden PC processzora ismeri és képes végrehajtani. A fejlettebb processzorok a program-kompatibilitást azzal érik el, hogy az x86-os utasítások végrehajtását emulálják.

## Részei

- monitor
- alaplap
- CPU (mikroprocesszor)
- elsődleges tárhely (RAM)
- videókártya, hangkártya
- tápegység
- optikai lemezmeghajtó
- másodlagos tárhely (merevlemez)
- billentyűzet
- egér

1. monitor
2. alaplap
3. CPU (mikroprocesszor)
4. elsődleges tárhely (RAM)
5. videókártya, hangkártya
6. tápegység
7. optikai lemezmeghajtó
8. másodlagos tárhely (merevlemez)
9. billentyűzet
10. egér

- Belső részek
  - Alaplap
  - Hangkártya
  - Hálózati kártya
  - Központi egység, processzor
  - Memória
  - Videókártya
- Főbb perifériák
  - Billentyűzet
  - Egér
  - Joystick
  - Képernyő
  - Modem
  - Nyomtató

## Történelem
A számítástechnika története során az egyszerű mechanikus gépektől az igen összetett elektronikus, digitális vezérlésű automatákig haladt. Egyrészt szembetűnő a mai gépek egyre nagyobb fokú programozhatósága (egyre önállóbban tudnak komplex feladatokat is megoldani), az ennek következményeképp kialakuló nagyobb mértékű automatizmus, önirányítottság; másrészt ettől nem függetlenül a feladatkörök kibővülése, amely az egyszerűbb, konkrétabb feladatok (szövés, összeadás, ajtónyitás) ellátására épített célgépektől a komplex és sokféle tevékenységre képes általános célú univerzális gépek megvalósításáig terjedt.

### A számítógépek alkalmazásának kezdetei
- 1847–1854: George Boole áramkörelméletben is alkalmazható logikai algebrája a későbbi digitális működésű gépek tervezésének alapjait jelentette.
- 1887: Herman Hollerith (1860–1929) nagy tömegű adat statisztikai feldolgozására alkalmas gépet épít.  A kifejlesztését az tette szükségszerűvé, hogy az USA-ban a népszámlálás (1890) feldolgozása hagyományos módszerekkel mintegy 3 évet (mások szerint 10 évet) vett (volna) igénybe, a végül szükségesnek bizonyult 6 hét helyett. A gép lyukkártyákat tudott rendezni és szétválogatni, amit mechanikusan tudott megoldani, tűk segítségével. A (papír) lyukkártyák egydolláros nagyságúak voltak. Hollerith 1924-ben alapított cégéből fejlődik ki a későbbi IBM. Lyukkártya (1 lyuk – 1 szám, 2 lyuk – 1 betű);
- 1937–1942: Vincent Atanasoff és asszisztense, Clifford Berry megterveznek egy csak elektronikus egységekből álló gépet, ez volt az első elektronikus digitális számítógép, az Atanasoff–Berry Computer (ABC). Jelenleg ezt tartjuk az első mai értelemben vett (elektronikus) számítógépnek – érdekes, hogy ennek egyébként 1973-ban Amerikában bírósági tárgyalás útján kellett eldőlnie, különféle elsőbbségi jogviták miatt. A bírósági tárgyalásról angolul…
- 1938–1941: Konrad Zuse megépíti az első szabadon programozható gépet, a Z3-at. Felépítése hasonló a mai gépekhez: processzort (ALU), vezérlőegységet  (CU), memóriát, bemeneti egységet (szalag) és kimeneti egységet tartalmaz. Az egytonnás gép néhány ezer elektromágneses reléből állt, repülők és rakéták tervezéséhez használták. Egy összeadást átlag 0.7 mp, szorzást 3 mp alatt végzett el, a tízes számrendszerbeli számokat már lebegőpontos bináris ábrázolás útján kezelte. A gép 1944-ben egy bombázás során elpusztult, de Zuse a 60-as években újra megépítette. Rekonstruált változata a müncheni Deutsches Museum-ban látható. Bár a gépet aritmetikai műveletek végzésére tervezték, Raul Rojas később bebizonyította, hogy alkalmas általános célú számítógépnek is (képes tetszőleges Turing-gép emulálására).

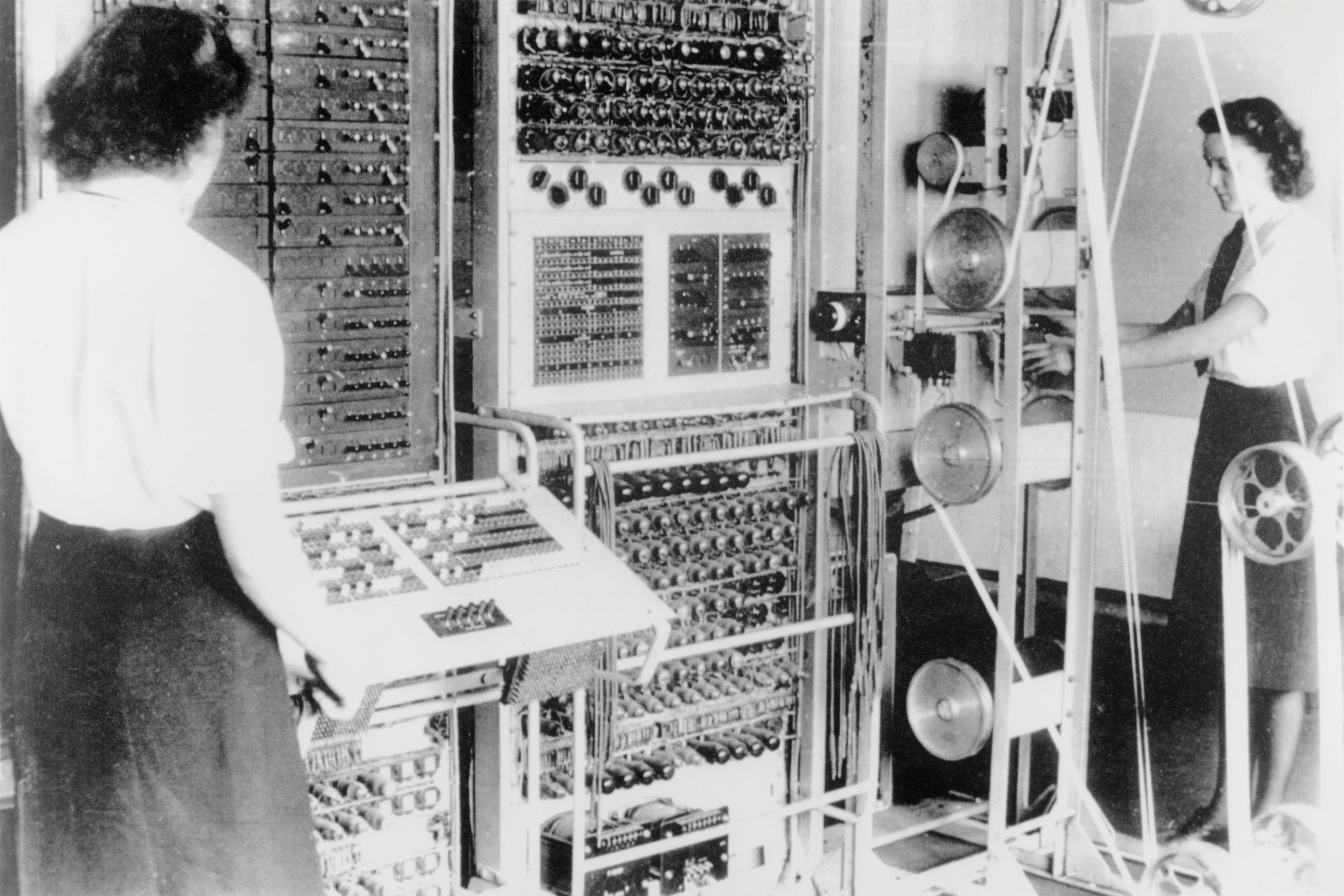
A Colossus, 2. világháborús kódfejtő gép

- 1943: Az angol titkosszolgálat Alan Turing matematikus vezetésével megépítteti a Colossust, ez szintén relés alapon épül fel, és a II. világháborús német katonai rejtjelezőkód megfejtését segíti. A kódfejtés egyébként különböző matematikai, katonai, titkosszolgálati módszerek ötvözésével sikerült is. A háború után megsemmisítették. A titkosítást csak az 1970-es években oldották fel.
- 1944: Howard H. Aiken ballisztikai számítógépe, a Manchester Mark 1 (nem azonos  a Harvard Mark 1-gyel) lövedékpálya-táblázatokat számol. E gép fél focipálya méretű volt, 800 km kábelt, vezetéket és relét tartalmazott, egy műveletet 3-5 másodperc alatt végzett el, képes volt az összes alapművelet és komplex (változós?) egyenletek megoldására.

### Általános célú számítógépek és elterjedésük
- 1945: Elkészül az EDVAC nevű gép Neumann János (1903–1957) vezetésével. Ez már központi vezérlő egységet tartalmaz, van benne lehetőség feltételes vezérlésátadásra, memória tárolja a programokat és az adatokat is. Neumann János matematikai szemszögből közelíti meg a kérdést és általános irányelveket fogalmaz meg:
  - a programot és az adatokat nem kell megkülönböztetni, a gép szempontjából mindkettő bemenő adat
  - belső programvezérlés;
  - folyamatábra, mint formalizmus bevezetése;
  - gépi kódú programozás.
- 1946:  Megépül John Presper Eckert és John W. Mauchly tervei alapján az első digitális elektronikus gép, az ENIAC, 18 000 vákuumcsőből, 70 000 ellenállásból, 5 millió forrasztással. 30 tonnás, 160 kW-ot fogyaszt, 5000 összeadást, 357 szorzást vagy 38 osztást tud végezni másodpercenként, 10 jegyig számol, 20 regisztere van, 1000-szer gyorsabb, mint a Mark I. MTBF: 40 másodperc. Külső programvezérlése huzalozással működik.
- 1948: 1948 júniusában Manchesterben a Mark 1 tárolt programú gépen futott az első olyan program, amit a gép kikapcsolása nélkül lehetett módosítani. Az ezt megelőző Neumann gépek mindegyikét ki kellett kapcsolni ahhoz, hogy a programjukat megadják vagy megváltoztassák.
- 1951: Megjelenik az első kereskedelemben kapható számítógép, az UNIVAC I..
- 1953: Megjelenik az első műszaki és tudományos számítások végzésére alkalmas számítógép a BESZM 1.
- 1964: Megjelenik az első általános célú kereskedelmi gép, az IBM 360.
- 1977: Megjelenik az Apple II, az első óriási sikert arató személyi számítógép.[2][3]
- 1981: Az első PC megjelenésének éve. A ma használt IBM PC-kompatibilis számítógépek többsége Intel vagy AMD processzorokkal működik, bár szerep jut más kisebb processzorgyártó cégek termékeinek is.

Az elektroncsöveket tartalmazó, épp ezért költséges üzemű, ún. első generációs gépek kb. 1958-ig voltak forgalomban. A diszkrét félvezető-elemeket (diódát, tranzisztort) tartalmazó, nagyobb tárolókapacitású második generációs gépek az 1960-as évek első feléig uralták a piacot. Az 1960-as években indítja útjára az IBM a 360-as sorozatot (1964: 360/40, az első integrált áramköri elemeket tartalmazó ún. harmadik generációs gép). A harmadik generációs gépek kora 1971-ig tartott, ekkor jelent meg ugyanis az első mikroprocesszor, s néhány év múlva piacra kerültek az első (ún. negyedik generációs) számítógépek. A mikroprocesszorok fejlesztésében nagy szerepet játszottak az Intel (Intel 8080 processzor), a Motorola (Motorola 6800 processzor), a Zilog (Z80 processzor) cégek.

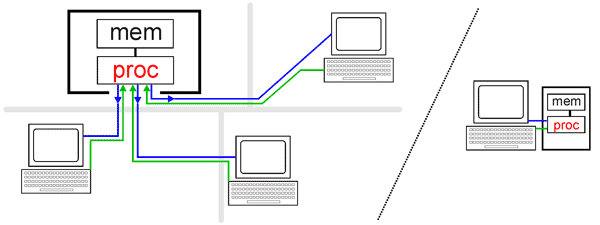
A topológiai különbség a terminálokkal elérhető, időosztásos működésű központi számítógép és a személyi számítógép között

## Egyéb információk
- PC.lap.hu - linkgyűjtemény
- PC-szerviz.lap.hu - linkgyűjtemény
- Negyven éve mutatta be első PC-jét az IBM, amit aztán itthon egy év alatt klónoztak , telex.hu